# Лудинс, Юджин
Евгений (Юджин) Лудинс (англ. Eugene David Ludins; 23 марта 1904, Мариуполь — 20 мая 1996, Вудсток, штат Нью-Йорк) — американский художник и график.
Нескольких месяцев от роду вместе с семьёй уехал в США из Российской империи. Вырос в Бронксе, учился в Лиге студентов-художников Нью-Йорка. В 1928—1932 гг. жил и работал в художественной колонии в Вудстоке, где познакомился со скульптором Ханной Смолл; в 1937 году они поженились. В 1937—1939 гг. возглавлял в округе Алстер отделение Федерального художественного проекта. В 1944 г. поступил на армейскую службу, работал в миссии Американского Красного Креста на Окинаве. Вернувшись в США, в 1948—1969 гг. преподавал в Айовском университете. Затем вышел на пенсию и вернулся в Вудсток.
Фигуративная живопись Лудинса, включающая реальные и вымышленные пейзажи, портреты и аллегории, в послевоенные годы не пользовалась успехом, но переживает определённый ренессанс в XXI веке. В 2012 году крупная персональная выставка «Юджин Лудинс. Американский фантазёр» (англ. Eugene Ludins: An American Fantasist) прошла в Художественном музее Сэмюэла Дорски при Университете штата Нью-Йорк в Нью-Палце; издан каталог, критика уподобила образное мышление художника миру Алисы из кэрролловской «Алисы в Стране чудес». Годом позже последовала персональная выставка в Музее штата Нью-Йорк в Олбани. Работы Лудинса имеются в коллекции Музея американского искусства Уитни.